# Laguépie
Laguépie (okzitanisch: La Guépia) ist eine französische Gemeinde mit 653 Einwohnern (Stand: 1. Januar 2022) im Département Tarn-et-Garonne in der Region Okzitanien (vor 2016: Midi-Pyrénées). Laguépie gehört zum Arrondissement Montauban und zum Kanton Quercy-Rouergue. Die Einwohner werden Guépiens genannt.

## Geographie
Laguépie ist die östlichste Gemeinde des Départements Tarn-et-Garonne. Sie liegt etwa 48 Kilometer ostnordöstlich des Stadtzentrums von Montauban am Aveyron, in den hier der Viaur mündet. Umgeben wird Laguépie von den Nachbargemeinden Najac im Norden, Saint-André-de-Najac im Osten, Saint-Martin-Laguépie im Süden, Le Riols im Südwesten sowie Varen im Westen und Südwesten.

## Bevölkerung
| Jahr      | 1962 | 1968  | 1975 | 1982 | 1990 | 1999 | 2006 | 2018 |
| --------- | ---- | ----- | ---- | ---- | ---- | ---- | ---- | ---- |
| Einwohner | 991  | 1.016 | 925  | 872  | 787  | 720  | 727  | 606  |

## Sehenswürdigkeiten
- Kirche von Puech-Mignon

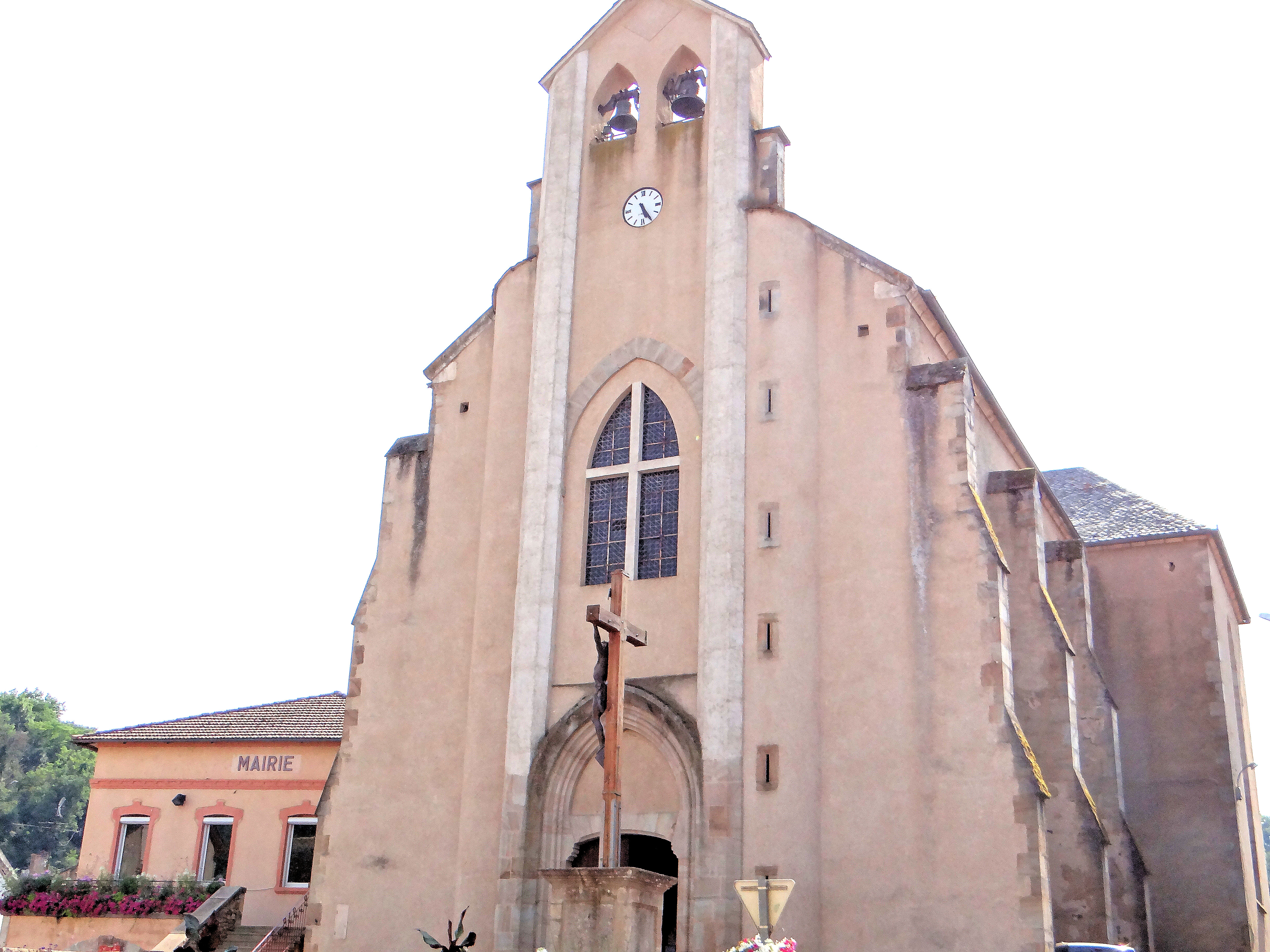
Kirche Saint-Amans
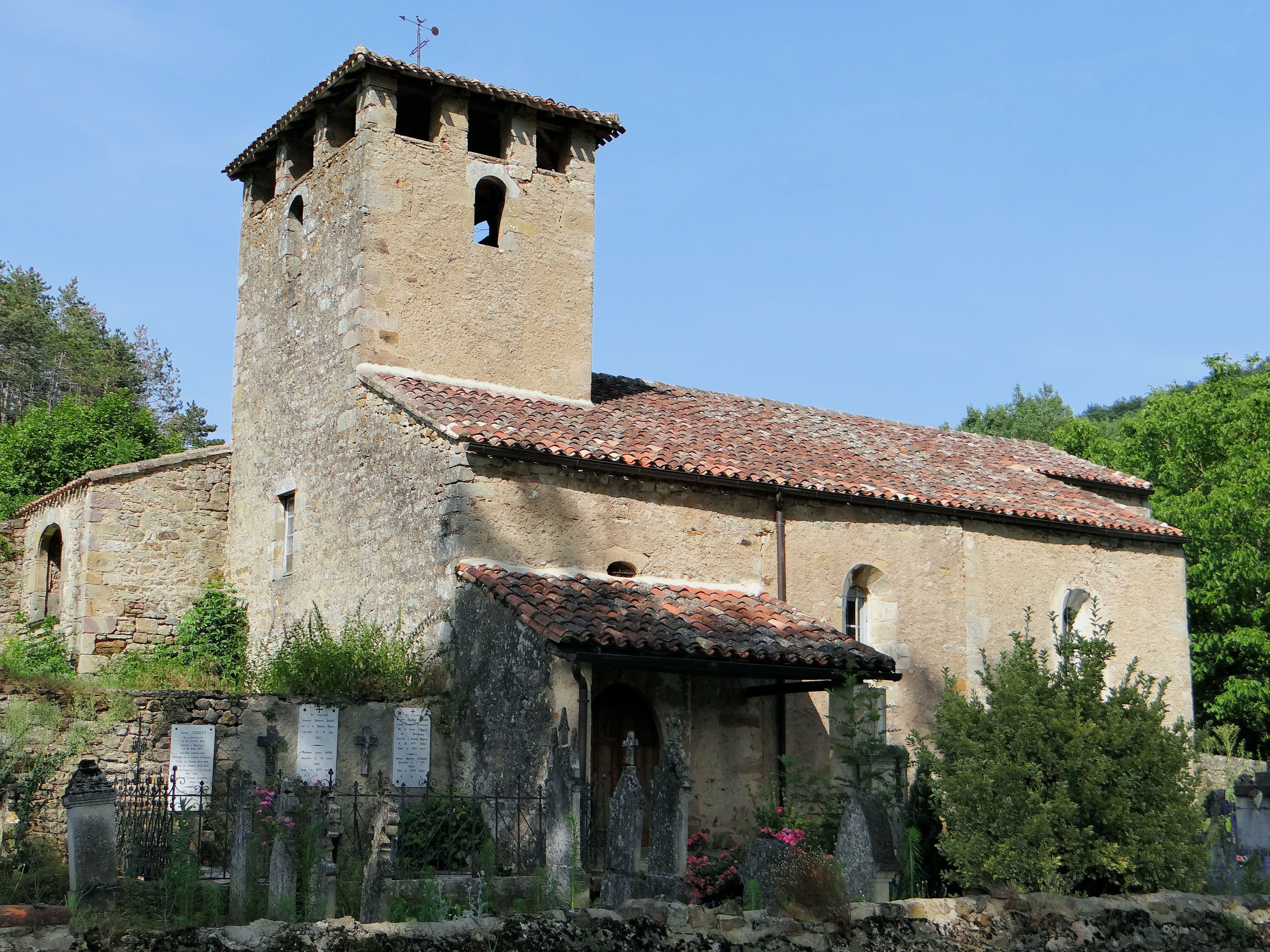
Kirche von Puech-Mignon

- Kirche Saint-Amans
- Kirche von Puech-Mignon

## Persönlichkeiten
- Didier Bienaimé (1961–2004), Schauspieler